# 히야마 노부유키
히야마 노부유키(檜山 修之, 1967년 8월 25일 ~ )는 일본의 성우이다. 아트비전 소속. 히로시마현 하쓰카이치시 출신.

## 약력
- 2009년 아니메 노스에 참석

## 출연작

### TV 애니메이션
1992년
- 유유백서 (히에이)

1993년
- 용사특급 마이트가인 (센푸지 마이토)

1995년
- 환상게임 (히키츠)

1997년
- 용자왕 가오가이거(시시오 가이)

1998년
- 이니셜D (나가사토 타케시)

1999년
- 원피스 (Mr.3)

2002년
- 기동전사 건담 SEED (물타 아즈라엘)
- 디지몬 프론티어 (세라피몬)
- 쾌걸 근육맨 2세 (본 콜드)
- 피타텐 (히구치 코타로의 아버지)
- 폭투선언 다이간다 (로우가마루)

2003년
- 신혼합체 고단나 (코우지 테츠야)
- 앞장서라! 크로마티 고교 (푸탄)

2004년
- 현시연 (마다라메 하루노부)
- 스쿨럼블 (해리 매킨지)
- 명탐정 코난 (쿄고쿠 마코토)
- 블리치 (마다라메 잇가쿠)
- 록맨 에그제 스트림 (이사시코 레이)
- 트랜스포머 에너곤 (제트파이어(스카이파이어))

2005년
- IZUMO 용맹한 검의 섬기(스사노오)

2006년
- 채운국 이야기 (이강유)
- 동화총사 아카즈킨 (바르)

2007년
- 모에땅(카쿠스/카군)
- 현시연2 (마다라메 하루노부)
- 천원돌파 그렌라간 (비랄)
- Yes! 프리큐어5 (기린마)

2010년
- 학원묵시록 HIGHSCHOOL OF THE DEAD (히라노 코타)

2012년
- 액셀월드 (서퍼 포트)

2013년
- 킬라킬 (사나게야마 우즈)
- 역시 내 청춘 러브코메디는 잘못됐다 (자이모쿠자 요시테루)

2014년
- 농림 (우드맨 린타로)

2015년
- 시로바코 (키노시타 세이이치 (木下 誠一))

### OVA
- 기동전사 건담 제08MS소대 (시로 아마다)

- 가오가이가 FINAL (시시오 가이)

1996년
- 파이어 엠블렘 (카인)

2003년
- IZUMO(토마 히카루):蟹澤秀光 명의

2006년
- 오늘의 5학년 2반 (타무라 선생)

### 극장판 애니메이션
2005년
- 기동전사 Z건담 I~III (하야토 코바야시)

2017년
- 명탐정 코난: 진홍의 연가 (쿄고쿠 마코토)
- 밤은 짧아 걸어 아가씨야 (조니)

2019년
- 프로메어 (게라)

2025년
- 배트맨 닌자 대 야쿠자 리그 (플래시)

### 게임
1993년
- 플래시 하이더스 (스사노자 썬더 헤드)

1994년
- 뱀파이어 (데미트리 맥시모프)

1995년
- 뱀파이어 헌터 (데미트리 맥시모프, 파이론, 도노반 바인)
- 아랑전설3 -아득한 투쟁 (조 히가시)
- 불꽃의 요리사 쿠킹 파이터 하오 (하오 론웬)
- 아크 더 래드 (톳슈)
- 스트리트 파이터 리얼 배틀 온 필름 (캡틴 사와다, 켄, 베가)

1996년
- 라스트 브롱크스 (토미이에 히로시)
- 매지컬 드롭2 (채리엇)
- RB아랑전설 (조 히가시)
- 소울 엣지 (지크프리트 슈타우펜)
- 스타오션 (돈 마르트, 요슈아 제란드)
- 랑그릿사3 (디오스, 볼츠, 지그하르트(레이먼드 자작))
- 아크 더 래드2 (톳슈)
- 파이어 우먼 전조 (후지카와 와타루)
- 록맨8 메탈 히어로즈 (폴테)

1997년
- RB아랑전설 SPECIAL (조 히가시)
- 록맨 배틀&체이스 (폴테, 퀵맨)
- 뱀파이어 세이버 (데미트리 맥시모프, 디)
- 알바레아의 소녀 (렌)
- 뱀파이어 헌터2 (데미트리 맥시모프, 파이론, 디)
- 뱀파이어 세이버2 (데미트리 맥시모프, 파이론, 디)
- 제우스II 칼네지 하트 (키링 리)
- 사립 저스티스 학원 LEGION OF HEROES (이치몬지 바츠)
- 이 세상의 끝에서 사랑을 노래하는 소녀 YU-NO (아리마 타쿠야)

1998년
- RB아랑전설2 THE NEWCOMERSD (조 히가시)
- RB아랑전설 SP DOMINATED MIND (조 히가시)
- 미소녀 닌자 모험기1 ~하늘을 가르는 검~ (모리 란마루)
- 소울 칼리버 (지크프리트 슈타우펜(나이트메어), 요시미츠)
- 젤다의 전설 시간의 오카리나 (링크(청년시대))
- 설앵화 (주인공)
- 신세기 로봇 전기 브레이브 사가 (센푸지 마이토)

1999년
- 서유기 (사오정)
- 아머드 코어 마스터 오브 아리나 (하스라 원)
- 닌텐도 올 스타! 대난투 스매시브라더스 (링크)
- 무력 ~BURIKI ONE~ (텐도 가이)
- 사립 저스티스 학원 열혈 청춘 일기2 (이치몬지 바츠)
- 아랑전설 WILD AMBITION (조 히가시)
- 아크 더 래드3 (톳슈)
- 리틀 프린세스 마알 왕국의 인형 공주2 (랜디)
- 비스트 워즈 메탈스 격돌! 간간 배틀 (란페지)

2000년
- 서몬 나이트 (키르)
- 아지트3 (아이언 그린E)
- 젤다의 전설 무쥬라의 가면 (귀신 링크)
- 브레이브 사가2 (센푸지 마이토, 시시오 가이)
- 불타라! 저스티스 학원 (이치몬지 바츠)

2001년
- 서몬 나이트2 (키르, 토우야)
- CAPCOM VS. SNK 2 MILLIONAIRE FIGHTING 2001 (조 히가시)
- 대난투 스매시브라더스DX (링크)

2002년
- 라 퓌셀 빛의 성녀 전설 (오마르)
- 제노사가 에피소드I[힘으로의 의지] (빌헬름)
- 슈퍼 로봇 대전IMPACT (시로 아마다)
- 두근두근 메모리얼 Girl's Side (스즈카 카즈마))
- 일본판스타크래프트 (다크템플러)
- 소울 칼리버II (나이트메어, 요시미츠, 링크(게임큐브판))
- 근육맨II세 정의 초인으로의 길 (본 골드)

2003년
- 제2차 슈퍼 로봇 대전α (시시오 가이)
- SNK VS. CAPCOM SVC CHAOS (데미트리 맥시모프, 아나운스)
- 슈퍼 로봇 대전Scramble Commander (시로 아마다)

2004년
- CAPCOM FIGHTING Jam (데미트리 맥시모프, 파이론)
- 조이드 인피니티 (책트)
- 전국무쌍 (다테 마사무네)
- 라임색 전기담☆순 (다테 마사노스케)
- 근육맨II세 신세대 초인VS전설 초인 (본 골드)
- 근육맨 제네레이션즈 (본 골드)
- 근육맨 머슬 제너레이션 (본 골드)
- 제노사가 프릭스 (빌헬름)
- 전생학원환창록 (쿠조 아야히토)
- 제노사가 에피소드II[선악의 피안] (빌헬름)
- 기신호후 데몬베인 (산달폰)
- 슈퍼 로봇 대전GC (시로 아마다, 니온)
- 테일즈 오브 리버스 (베이그 륭벨)

2005년
- 신세기 용자 대전 (센푸지 마이토, 시시오 가이)
- 절대 복종 명령 (델크 발): (安岡実) 명의
- NAMCO x CAPCOM (쟝가, 데미트리 맥시모프)
- 유☆유☆백서 FOREVER (히에이)
- 환상게임 현무개전 외전 거울의 무녀 (히키츠)
- 제3차 슈퍼 로봇 대전α 종언의 은하로 (시시오 가이, 무르타 아즈라엘)
- Tick! Tack! (바크) : 켄 야마토 명의
- 물의 선율 (카타세 테츠오)
- 케로로 중사 메로메로 배틀로얄Z (556(코고로))
- 소울 칼리버III (지크프리트 슈타우펜, 요시미츠)

2006년
- 라스트 에스코트 (치히로)
- 마계전기 디스가이아2 (악타레)
- 바텐 카이트스II 시작의 날개와 신들의 사자 (티스터)
- 전국무쌍2 (다테 마사무네, 후마 코타로)
- 제노사가I·II (빌헬름)
- 제노사가 에피소드III[차라투스트라는 이렇게 말했다.] (빌헬름)
- 그로우랜서V (개릭)
- 신세기GPX 신세기 사이버 포뮬러 Road to the Infinity 3 (안드레아 디비아노)
- 전국무쌍2 Empires (다테 마사무네, 후마 코타로)
- 전생학원월광록 (쿠조 아야히토)
- Really? Really! (바크) : 켄 야마토 명의

2007년
- 건담 무쌍 (하야토 코바야시)
- 두근두근 메모리얼 Girl's Side 1st Love (스즈카 카즈마)
- 무쌍OROCHI (다테 마사무네, 후마 코타로)
- 네가 주인이고 집사가 나 (타케다 코쥬로) : 龍田虎次 명의
- 슈퍼 로봇 대전Scramble Commander the 2nd (코우지 테츠야, 하야토 코바야시)

2008년
- 그것은 흩날리는 벚꽃처럼 (사쿠라이 마이토)
- 소녀적사랑혁명★러브레보 (타치바나 켄노스케)
- 라스트 에스코트2 (마사야)
- 방과후는 백은의 조사 (미시로 타카야)
- 프티 풀 (마츠오 이사무)
- 네가 주인이고 집사가 나~시중들기 일기~ (타케다 코쥬로)
- 무쌍OROCHI 마왕재림 (다테 마사무네, 후마 코타로)
- 무한의 프론티어 슈퍼로봇대전 OG 사가 (하켄 브로우닝)
- 환상게임 주작이문 (히키츠)
- 소울 칼리버IV (지크프리트 슈타우펜)

2009년
- 키즈아토 (야나가와 유우야)

2009년
- 테일즈 오브 그레이세스 (베이그 륭벨)

2011년
- 테일즈 오브 그레이세스f (베이그 륭벨)

### 영화, 드라마
- 가을동화 (한태석/원빈)

### 드라마CD
2007년
- 코세르테르의 용술사이야기 (윌프)